# Aguada de Baixo
Aguada de Baixo é uma povoação portuguesa do Município de Águeda que foi sede da extinta Freguesia de Aguada de Baixo, freguesia que tinha 3,67 km² de área e 1 373 habitantes (2011), e, por isso, uma densidade populacional de 374,1 hab/km².
A Freguesia de Aguada de Baixo foi extinta (agregada), denominação dada pelo Diario da Republica 1ªserie - Nº19 - 28 de Janeiro de 2013), em 2013, no âmbito de uma reforma administrativa nacional, tendo sido agregada à Freguesia de Barrô para formar uma nova freguesia denominada União das Freguesias de Barrô e Aguada de Baixo.

## Localização
A mais meridional de todas as localidades do Município, Aguada de Baixo tem como vizinhos as localidades de Barrô a norte e Aguada de Cima a leste e os Municípios de Anadia a sul e de Oliveira do Bairro a oeste.

## População
| Número de Habitantes | Número de Habitantes | Número de Habitantes | Número de Habitantes | Número de Habitantes | Número de Habitantes | Número de Habitantes | Número de Habitantes | Número de Habitantes | Número de Habitantes | Número de Habitantes | Número de Habitantes | Número de Habitantes | Número de Habitantes | Número de Habitantes |
| -------------------- | -------------------- | -------------------- | -------------------- | -------------------- | -------------------- | -------------------- | -------------------- | -------------------- | -------------------- | -------------------- | -------------------- | -------------------- | -------------------- | -------------------- |
| 1864                 | 1878                 | 1890                 | 1900                 | 1911                 | 1920                 | 1930                 | 1940                 | 1950                 | 1960                 | 1970                 | 1981                 | 1991                 | 2001                 | 2011                 |
| 542                  | 604                  | 583                  | 631                  | 679                  | 714                  | 768                  | 865                  | 1.018                | 1.248                | 1.335                | 1.850                | 1.543                | 1.699                | 1.373                |

| Distribuição da População por Grupos Etários | Distribuição da População por Grupos Etários | Distribuição da População por Grupos Etários | Distribuição da População por Grupos Etários | Distribuição da População por Grupos Etários | Distribuição da População por Grupos Etários | Distribuição da População por Grupos Etários | Distribuição da População por Grupos Etários | Distribuição da População por Grupos Etários | Distribuição da População por Grupos Etários |
| -------------------------------------------- | -------------------------------------------- | -------------------------------------------- | -------------------------------------------- | -------------------------------------------- | -------------------------------------------- | -------------------------------------------- | -------------------------------------------- | -------------------------------------------- | -------------------------------------------- |
| Idade                                        | 0-14                                         | 15-24                                        | 25-64                                        | > 65                                         |                                              | 0-14                                         | 15-24                                        | 25-64                                        | > 65                                         |
| 2001                                         | 304                                          | 239                                          | 906                                          | 250                                          |                                              | 17,9%                                        | 14,1%                                        | 53,3%                                        | 14,7%                                        |
| 2011                                         | 148                                          | 164                                          | 746                                          | 315                                          |                                              | 10,8%                                        | 11,9%                                        | 54,3%                                        | 22,9%                                        |

Média do País no censo de 2001:   0/14 Anos-16,0%;  15/24 Anos-14,3%;  25/64 Anos-53,4%;  65 e mais Anos-16,4%
Média do País no censo de 2011:    0/14 Anos-14,9%;  15/24 Anos-10,9%;  25/64 Anos-55,2%;  65 e mais Anos-19,0%
(Fonte: INE)

## Lugares
Além da sede, lugares da Freguesia de Aguada de Baixo:
- Alto da Póvoa
- Póvoa da Raposa
- Póvoa da Bruxa
- Póvoa do Nascido
- Póvoa do Salgueiro
- Passadouro
- Aguadela
- Vale do Grou
- Landiosa
- Vidoeiro
- Bicarenho

## Património
- Capelas do Espírito Santo, da Senhora da Memória e de Nossa Senhora da Alumieira
- Fonte da Igreja
- Ponte Pedrinha
- Edifício da junta de freguesia
- Igreja de Aguada de Baixo
- Casa da Bruxa
- Pavilhão ARCA